# Angle de position

Schéma expliquant comment l'angle de position d'une binaire visuelle est mesuré au travers de l'oculaire d'un instrument ; la primaire est au centre.

En astronomie, l'angle de position (en anglais position angle, abrégé en PA) est une mesure  d'angle utilisée pour décrire les étoiles binaires visuelles. Il est défini comme l'écart angulaire (habitiellement exprimé en degrés) de l'étoile secondaire à la primaire par rapport au pôle nord céleste.
Comme le montre le schéma, si on observe une étoile binaire ayant un angle de position de 135 degrés, cela signifie que, dans l'oculaire, une ligne imaginaire allant de la primaire (P) vers le pôle nord céleste (NCP) serait écartée de la secondaire (S) tel que l'angle NCP-P-S soit égal à 135 degrés.
Quand on représente les orbites des binaires visuelles, la ligne NCP est traditionnellement dirigée vers le bas — c'est-à-dire avec le nord en bas — et l'angle de position est mesuré dans le sens anti-horaire, de 0 à 360 degrés.
L'angle du mouvement propre (voir mouvement propre) est parfois appelé angle de position.
L'angle de position est également utilisé pour décrire les objets étendus comme les galaxies, où il correspond à l'angle fait par le grand-axe de l'objet avec la ligne NCP du pôle nord céleste.

## Pour en savoir plus
- (en) Observational Astronomy, Cambridge (GB), Cambridge University Press, 2007, 312 p. (ISBN 978-0-521-85370-5, BNF 41047864, présentation en ligne), p. 75